# Швейцария на зимних Олимпийских играх 1956
Швейцария принимала участие в Зимних Олимпийских играх 1956 года в Кортина-д’Ампеццо (Италия) в седьмой раз, и завоевала одну золотую, одну бронзовую и три серебряные медали. Сборная страны состояла из 59 спортсменов (51 мужчина, 8 женщин).

## Медалисты
| Медаль  | Спортсмен                                        | Вид спорта        | Дисциплина                |
| ------- | ------------------------------------------------ | ----------------- | ------------------------- |
| Золото  | Франц Капус Робер Аль Готфрид Динер Генрих Ангст | Бобслей           | Мужчины, четвёрки         |
| Золото  | Мадлен Берто                                     | Горнолыжный спорт | Женщины, скоростной спуск |
| Золото  | Рене Колльяр                                     | Горнолыжный спорт | Женщины, слалом           |
| Серебро | Раймон Фелле                                     | Горнолыжный спорт | Мужчины, скоростной спуск |
| Серебро | Фрида Денцер                                     | Горнолыжный спорт | Женщины, скоростной спуск |
| Бронза  | Гарри Уорбертон Макс Ангст                       | Бобслей           | Мужчины, двойки           |